# Hubertus von Kerssenbrock
Hubertus Johannes Cajus Maria Graf Korff genannt Schmising-Kerssenbrock (* 16. August 1932 in Niederviehbach) ist ein deutscher Orgelbauer.

## Leben
Graf von Kerssenbrock stammt aus Niederbayern. Er lernte sein Handwerk bei der österreichischen Orgelbauerfamilie Mauracher in Salzburg. Er machte sich 1969 als Orgelbauer auf einem Bauernhof in Grünwald selbständig. Anfangs lag der Schwerpunkt seiner Tätigkeit hauptsächlich auf der Restaurierung historischer Instrumente. Bei seinen Neubauten orientierte er sich an historischen Vorbildern und setzte strikt auf die Verwendung einheimischer Hölzer.
Kerssenbrock lieferte hauptsächlich Orgeln nach Oberbayern und Slowenien sowie vereinzelt nach Österreich.
Seine Tochter Cornelia von Kerssenbrock (* 1970) ist Dirigentin und Kirchenmusikerin.

## Werkliste (Auszug)
| Jahr | Ort                                | Gebäude                                    | Bild | Manuale | Register | Bemerkungen |
| ---- | ---------------------------------- | ------------------------------------------ | ---- | ------- | -------- | --- |
| 1973 | Rottach-Egern                      | Auferstehungskirche                        |      | II/P    | 14       | 1990 ersetzt durch Neubau Deininger & Renner |
| 1973 | Unterhaching                       | Hausorgel im Privatbesitz                  |      | II/P    | 7        | Genauer Standort und Erhaltungszustand nicht geklärt. |
| 1976 | Gauting                            | Christuskirche                             |      | II/P    | 13       | 2005 ersetzt durch Neubau Lenter |
| 1979 | Oberdorfen                         | St. Georg                                  |      | II/P    | 13       | 2022 ersetzt durch gebrauchte Steinmeyer-Hausorgel. |
| 1979 | Altötting                          | Orgelsaal der Musikfachschule              |      | II/P    | 5        | |
| 1980 | Geisenhausen                       | St. Martin                                 |      | II/P    | 19       | Umbau und Erweiterung der Vorgängerorgel von Franz Borgias Maerz (1887), neugotischer Prospekt beibehalten → Orgel                                                                       |
| 1980 | Hebertshausen                      | Zum heiligsten Erlöser                     |      | II/P    | 28       | 2008 ersetzt durch einen Neubau von Frenger & Eder mit II/26 |
| 1980 | Schlipps                           | St. Sylvester                              |      | I       | 5        | → Orgel |
| 1981 | Burgrain                           | Schlosskapelle St. Georg                   |      | II/P    | 11       | |
| 1983 | Au am Inn                          | Konvent                                    |      | II/P    | 6        | |
| 1984 | Wörth                              | St. Peter                                  |      | II/P    | 20       | 2016 bei einem Kirchenbrand zerstört. 2019 ersetzt durch Neubau Heiß |
| 1984 | München                            | St. Martin (Untermenzing)                  |      | II/P    | 13       | |
| 1988 | Grosuplje                          | Sv. Mihaela                                |      | II/P    | 24       | |
| 1989 | Sankt Margarethen bei Knittelfeld  | St. Margarethen                            |      | II/P    | 12       | |
| 1989 | Grünwald                           | Aussegnungshalle                           |      | II/P    | 8        | |
| 1990 | Stična                             | Kloster Sittich                            |      | III/P   | 30       | Größtes Orgelwerk der Firma |
| 1990 | Stari trg ob Kolpi (Slowenien)     | Katholische Pfarrkirche Sv. Josef          |      | I/P     | ?        | |
| 1990 | Straža pri Novem mestu (Slowenien) | Katholische Pfarrkirche Mariä Himmelfahrt  |      | I/P     | ?        | |
| 1991 | Ebersberg                          | Krankenhaus                                |      | II/P    | 8        | Eine andere Quelle nennt für das Ebersberger Krankenhaus einen Kerssenbrock-Neubau im Jahre 1979 mit I/7. Möglicherweise handelt es sich also 1991 um einen Umbau bzw. eine Erweiterung. |
| 1992 | Stična (Slowenien)                 | Katholische Kapelle des Abtes              |      | I/P     | ?        | |
| 1993 | Ottobrunn                          | St. Otto                                   |      | II/P    | 14       | → Orgel |
| 1993 | München-Maxvorstadt                | Katholische Pfarrkirche St. Benno (Krypta) |      | I/P     | 8        | |
| 1994 | Irschenberg                        | St. Johannes Baptist                       |      | II/P    | 20       | |
| 1994 | Gut Aich bei St. Gilgen            | Katholische Klosterkirche                  |      | I/7     |          | |
| 1995 | München-Hasenbergl                 | Mariä Sieben Schmerzen                     |      | II/P    | 12       | 2015 im Zuge der Kirchenrenovierung eingelagert. Nach der Wiedereröffnung 2019 nicht wiedereingebaut. Ein Neubau ist in Planung.                                                         |
| 1996 | Radomlje (Slowenien)               | Katholische Pfarrkirche Sv. Margarete      |      | II/P    | ?        | Genauer Standort und Erhaltungszustand nicht geklärt. |
| 1996 | Birkenstein                        | Hausorgel im Privatbesitz                  |      | I/P     | 5        | Genauer Standort und Erhaltungszustand nicht geklärt. |
| 1997 | Straßlach                          | St. Peter und Paul                         |      | II/P    | 15       | |
| 1998 | Seckau                             | Mariä Himmelfahrt                          |      | II/P    | 14       | Chororgel |